# Paul Budry
Pour les articles homonymes, voir Budry.
 (octobre 2022).
Paul Budry, né le 29 juin 1883 à Cully et mort le 6 mai 1949 à Lens, est un écrivain, journaliste et critique d'art suisse. Vaudois, il est fils du pasteur Edmond-Louis Budry.

## Biographie
Originaire d'Ecoteaux, Paul Budry passe son enfance à Vevey, puis fréquente le gymnase à Lausanne. Il commence la Faculté de théologie libre, qu'il abandonne pour la Faculté des lettres en 1905. Il part pour la Russie comme précepteur (1903) puis, de 1907 à 1908, se rend à Paris et s'inscrit à la Sorbonne. Il revient ensuite à Lausanne, où il termine sa licence ès lettres et épouse Marguerite Naef, avec qui il aura deux enfants. La famille habite à Lausanne. Il enseigne alors à l'École supérieure de commerce de Lausanne. De 1917 à 1924, il vit principalement à Paris. En 1929, il déménage à Cully et désire vivre de sa plume. De 1933 à 1935, il est membre du comité de la Société des écrivains suisses. En 1934, il est nommé directeur romand de l'Office national suisse du tourisme (ONST) et rédacteur de sa revue officielle, Die Schweiz - La Suisse - La Svizzera - Switzerland, jusqu'en 1946. De 1939 à sa mort, il habite une petite maison à Saint-Saphorin, village pittoresque dont il fait un vrai centre culturel, avec Charles-Albert Cingria, Géa Augsbourg, Lélo Fiaux et d'autres. 
Il organise en 1913 la première exposition de peinture cubiste en Suisse romande, à Lausanne puis Genève. Critique d'art, il livre régulièrement des articles à la presse. Il est l'ami des peintres Charles Clément, Rodolphe-Théophile Bosshard et Félix Vallotton et leur consacre des monographies, ainsi qu'à François Bocion, Abraham Hermanjat, Edmond Bille et René Auberjonois. Avec lui, la critique d'art devient un genre littéraire. Animateur de revues le plus souvent d'avant-garde, il fonde en 1913, avec Edmond Gilliard, Ramuz et Ernest Ansermet, les "Cahiers vaudois", qui publieront dix œuvres de Ramuz, de Raison d'être (1914) à Histoire du soldat (1920), et donneront une impulsion déterminante à la littérature romande du XXe siècle.
En 1917, à Paris, Paul Budry lance avec l'éditeur André Germain "Les Écrits Nouveaux". En 1922, Paul Budry fonde, avec son frère, la maison d'édition Jean Budry et Cie, à la rue du Cherche-Midi à Paris. Conteur, il publie des histoires héroïcomiques : Pinget dans la cage aux lions (1925) ou Le Hardi chez les Vaudois (1928), pour lequel il reçoit le Prix Rambert en 1929. Dans Trois hommes dans une Talbot (1928), il relate un voyage en France à la rencontre d'Henri Pourrat avec Ramuz et Henry Bischoff. En 1939, il participe au lancement de la revue Formes et couleurs, dirigée par André Held. En 1944, avec Edmond Gilliard et Daniel Simond, il est cofondateur et premier président de l'Association des écrivains vaudois (aujourd'hui Association vaudoise des écrivains, https://www.a-v-e.ch). Il a vu dans la radio un moyen de communication culturel dès les années 1930, crée et anime des émissions, notamment Le Quart d'heure vaudois.
Paul Budry meurt le 6 mai 1949 en Valais. Son corps repose au cimetière de Saint-Saphorin.

## Postérité

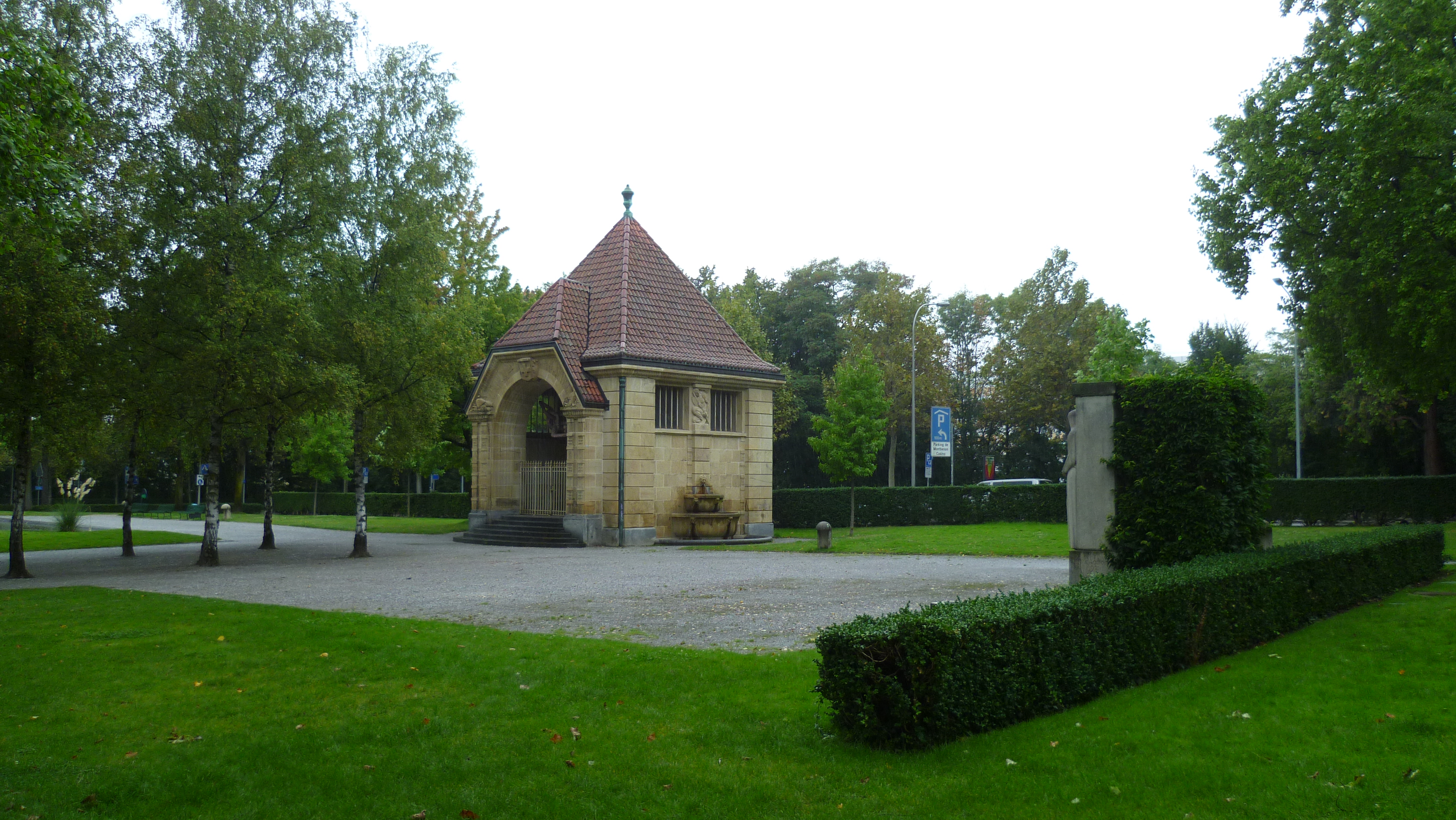
La chapelle de Guillaume Tell est située Allée Paul-Budry à Lausanne.

Le Prix Paul Budry est décerné pour la première fois en 1961. Après une interruption, il est réactivé de 2001 à 2005 à l'initiative de René Langel et de Jean-Jacques Cevey.
Une voie de Lausanne, sur la colline de Montbenon, est nommée Allée Paul-Budry.

## Publications
- G. Duplain, La Suisse de Paul Budry, Denges : Au Verseau, 1983.
- Œuvres, Histoires - Artistes - Paysages, 3 tomes, Lausanne : Cahiers de la Renaissance vaudoise, 2000 (illustrations, index, bibliogr.)
- Le Hardi chez les Vaudois et autres histoires, Lausanne : L'Âge d'Homme, 2009 (Coll. Poche Suisse, 252); réédition Florides Helvètes, 2024.
- La Suisse est belle, Textes touristiques inédits réunis par Yves Gerhard, Lausanne : Cahiers de la Renaissance vaudois, 2014 (Tome IV des Œuvres de Paul Budry) (http://www.ligue-vaudoise.ch/?crv_id=72).